# Središnja knjižnica Talijana u Hrvatskoj
Središnja knjižnica Talijana u Hrvatskoj (talijanski: Biblioteca centrale per la Comunità nazionale italiana in Croazia) u Puli osnovana je 1991. godine, a danas djeluje u okviru Gradske knjižnice i čitaonice Pula. Središnja je knjižnica talijanske nacionalne manjine u Republici Hrvatskoj. Potpora u djelovanju narodnih knjižnica, knjižnica u zajednicama Talijana te knjižnica u talijanskim osnovnim i srednjim školama na području Istre i Rijeke u kojima se nalazi preko 150.000 svezaka knjižne građe dio su djelokruga rada Središnje knjižnice Talijana. Knjižnica ostvaruje značajnu međunarodnu suradnju sa srodnim institucijama u Italiji i Sloveniji kao i s državnim institucijama u Italiji.